# Europastraße 63

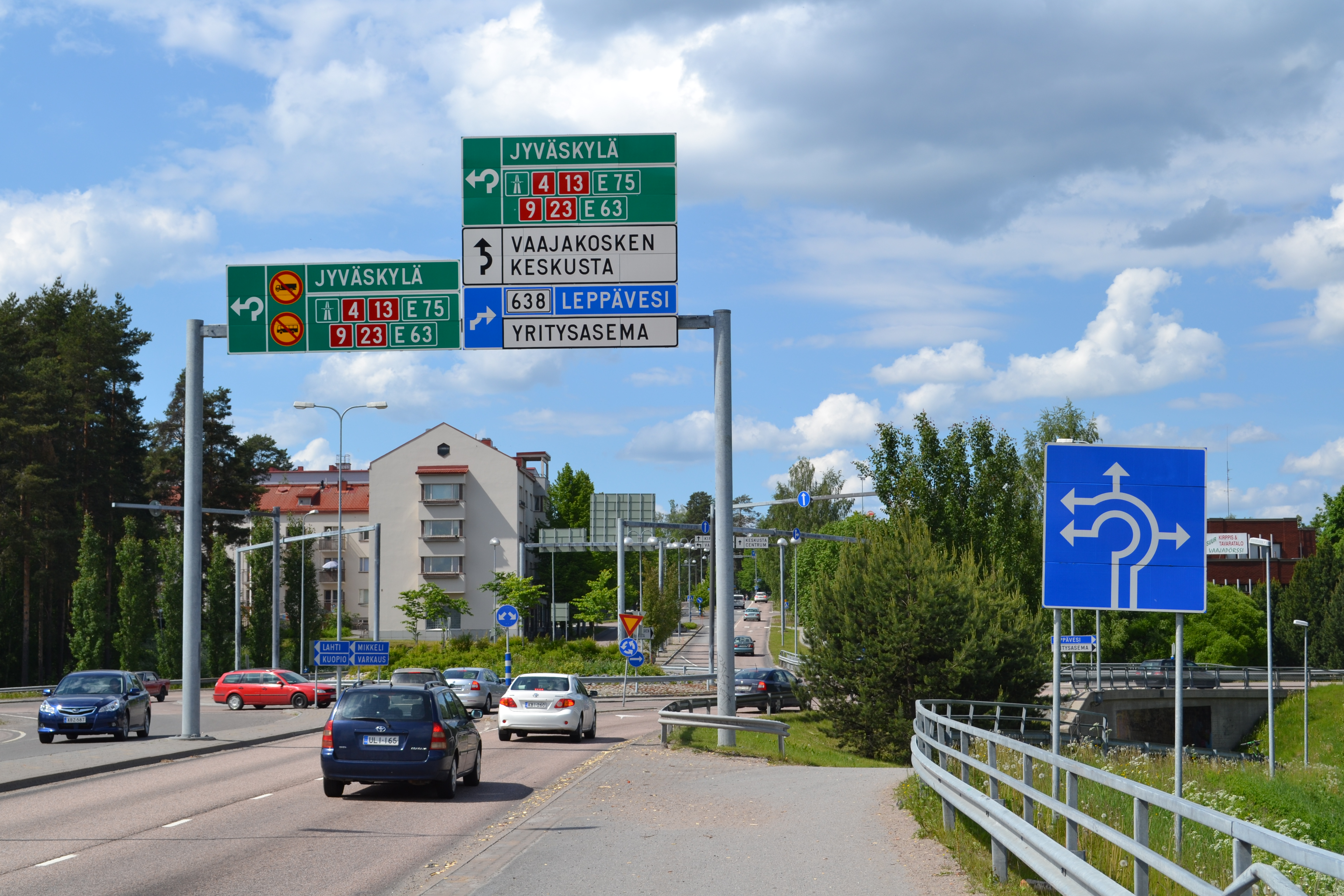
Kreisverkehr in Vaajakoski

Die Europastraße 63 (kurz: E 63) ist eine Europastraße in Finnland. Sie führt von Sodankylä in Lappland nach Turku im Südwesten des Landes. Zwischen Sodankylä und Vehmasmäki bei Kuopio folgt sie dem Verlauf der finnischen Staatsstraße 5, auf dem Rest der Strecke der Staatsstraße 9.